# Fakty arytmetyczne
Fakty arytmetyczne – proste operacje oparte na działaniach dodawania, odejmowania i mnożenia z wykorzystaniem operandów jednocyfrowych. Osoby wprawione w liczeniu przywołują fakty arytmetyczne bezpośrednio z pamięci długotrwałej, nie musząc świadomie ich obliczać. 